# Harry Stapley
Henry „Harry“ Stapley (* 29. April 1883 in Southborough, Kent; † 29. April 1937 in Glossop, Derbyshire) war ein englischer Amateurfußballspieler.

## Vereinskarriere
Stapley hatte für Manor Park Albion, den FC Bromley und die Norwich CEYMS gespielt, bevor er sich dem FC Reading anschloss, für dessen Reserve- und Amateurmannschaften er spielte. Danach wechselte er zu Woodford Town und wurde deren Mannschaftskapitän. Im September 1904 wurde Stapley von West Ham United bei der Southern League registriert und spielte auch weiterhin für Woodford.
Sein erstes Spiel für West Ham bestritt Stapley am 23. Dezember 1905 gegen den FC Portsmouth und erzielte das einzige Tor des Spiels. Er war in allen drei Spielzeiten bester Torschütze seines Teams, obwohl er wegen seines Berufs als Lehrer nicht zu allen Auswärtsspielen unter der Woche reisen konnte. Insgesamt erzielte er 41 Tore in 75 Spielen.
Im Jahr 1908 wechselte Stapley in die Second Division zu Glossop North End und war auch dort in sieben Spielzeiten in Folge bester Torschütze. Er bestritt 188 Ligaspiele für Glossop, in denen er 93 Tore erzielte.

## Nationalmannschaft
Stapley absolvierte 12 Länderspiele für die englische Fußballnationalmannschaft der Amateure und erzielte 26 Tore, darunter sechs Hattricks. Nur Vivian Woodward erzielte mehr Tore, nämlich 44, für die Amateurmannschaft.
Stapley gewann mit der Amateurmannschaft (für Großbritannien) beim Fußballturnier der Olympischen Spiele 1908 die Goldmedaille. In der ersten Runde erzielte er beim 12:1 gegen Schweden zwei Tore sowie alle vier im Halbfinale gegen die Niederlande. Mit diesen sechs Toren ist er der zweitbeste britische Torschütze bei den Olympischen Spielen hinter Harold Walden, der bei den Sommerspielen 1912 neun Tore erzielte.

## Außerhalb des Fußballs
Stapley war Lehrer. Er unterrichtete die Söhne des Vereinsvorsitzenden von Glossop North End, Samuel Hill-Wood, in Fußball und Kricket, drei seiner Schüler kamen im jährlichen Kricket-Aufeinandertreffen der Universitäten von Oxford und Cambridge zum Einsatz. Später war er Privatsekretär von Hill-Wood nach dessen Wahl zum Abgeordneten.
Harry Stapley starb 1937 an seinem 54. Geburtstag.
Sein Bruder William Stapley war ebenfalls Fußballspieler.